# Uc Faidit
Uc Faidit (també conegut com a Hug Faidit o Hugues Faidit; Occitània, segle xiii) fou l'autor d'un dels primers tractats gramaticals occitans antics. Escrigué l'obra Donatz Proensals en llatí i occità al nord d'Itàlia i li donà eixe títol per Donatus, un gramàtic italià del segle iv. També hi inclou un diccionari de rimes amb la traducció llatina dels mots.
S'ha discutit si aquest autor és identificable amb Uc de Saint-Circ. Faidit significa desposseït (sobretot dels cavallers càtars desposseïts després de la croada albigesa); podria, doncs, ésser un sobrenom emprat en determinat moment de la vida d'una persona.